# Hillebrand Jacob Wichers

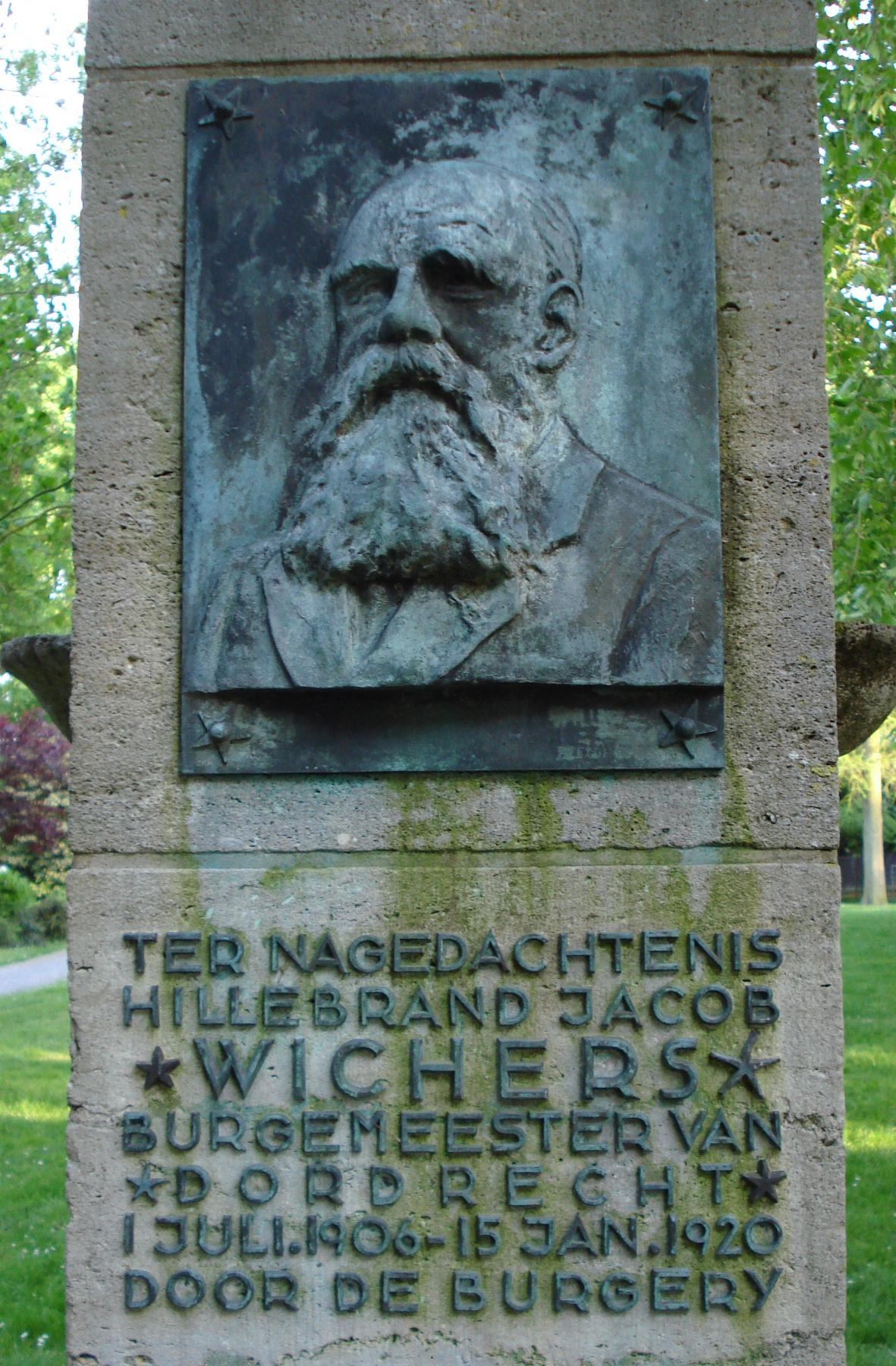
Monument H.J. Wichers door Eduard Cuypers

Hillebrand Jacob Wichers (Loppersum, 3 april 1859 - Dordrecht, 15 januari 1920) was een Nederlands burgemeester.

## Leven en werk
Wichers was een zoon van Mr. Johan Victor Christiaan Wichers (1828-1881) en Elisabeth Ruardi Tresling. Hij werd luitenant-ter-zee bij de Koninklijke Marine. Verscheidene leden van de Groninger familie Wichers waren burgemeester, zo ook Wichers' vader die enige tijd burgemeester van Delfzijl was. Hij werd zelf in 1884 burgemeester van Delfzijl en achtereenvolgens van Winschoten (1889-1906) en Dordrecht (1906-1920). Hij was lid van Provinciale Staten (-1917). Wichers had diverse nevenfuncties, hij was ere-voorzitter van het mannenkoor KNA en van de in 1919 opgerichte Volksuniversiteit in Dordrecht. Een jaar na zijn dood werd in Park Merwestein in Dordrecht een gedenkteken opgericht, ontworpen door Eduard Cuypers.